# روس ميلن (لاعب كرة قدم)
روس ميلن (بالإنجليزية: Ross Millen) هو لاعب كرة قدم بريطاني في مركز الدفاع، ولد في 28 سبتمبر 1994. لعب مع دونفرملين أثلتيك ونادي كلايد ونادي كيلمارنوك ونادي ليفينغستون.

## وصلات خارجية
- روس ميلن (لاعب كرة قدم) على موقع قاعدة بيانات كرة القدم.إي يو (الإنجليزية)
- روس ميلن (لاعب كرة قدم) على موقع Soccerbase.com (لاعب) (الإنجليزية)
- روس ميلن (لاعب كرة قدم) على موقع Soccerway.com (الإنجليزية)